# Nadia Alexander
Nadia Alexander é uma atriz norte-americana, mais conhecida por seus papéis na televisão, como na serie Elementary, Boardwalk Empire e The Sinner.

## Filmes
| Ano  | Titulo              | Papel          | Notas                                                      |
| ---- | ------------------- | -------------- | ---------------------------------------------------------- |
| 2010 | Postales            | Mary           |                                                            |
| 2013 | Admission           | Estudante      |                                                            |
| 2014 | Jamie Marks is Dead | Wendy          |                                                            |
| 2015 | Ten Thousand Saints | Prudence       |                                                            |
| 2015 | Fan Girl            | Kim            |                                                            |
| 2017 | Blame               | Melissa Bowman | Indicações Tribeca Film Festival de Melhor atriz Principal |

## Televisão
| Ano  | Titulo                | Papel          | Notas            |
| ---- | --------------------- | -------------- | ---------------- |
| 2009 | Possible Side Effects | Alma           |                  |
| 2010 | Law & Order           | Morgan         | 1 Episódio       |
| 2010 | Delocated             | Tatiana        | 2 Episódio       |
| 2011 | Boardwalk Empire      | Bethany Rohan  | 2 Episódio       |
| 2012 | The Mob Doctor        | Susie Demarco  | 1 Episódio       |
| 2015 | The Following         | Emily Hays     | 4 Episódio       |
| 2015 | The Devil You Know    | Ann Putnam Jr. | Papel Recorrente |
| 2015 | The Wilding           | Kayla Hayes    | Papel Recorrente |
| 2017 | Seven Seconds         | Nadine         |                  |
| 2017 | The Sinner            | Phoebe         | Papel Recorrente |